# Quincampoix
Quincampoix é uma comuna francesa na região administrativa da Normandia, no departamento de Sena Marítimo. Estende-se por uma área de 20,26 km². Em 2010 a comuna tinha 3 092 habitantes (densidade: 152,6 hab./km²).